# グスマ・フォファナ
グスマ・フォファナ（Guessouma Fofana、1992年12月17日 - ）は、フランス・ル・アーヴル出身のサッカー選手。モーリタニア代表。リーグ・ドゥ・ニーム・オリンピック所属。ポジションはミッドフィールダー。

## 経歴
2018年8月、EAギャンガンと3年契約を結んで移籍した。
2019年9月2日、リーグ・ドゥのル・マンFCへレンタルした。